# Distrito de Sarkad
El distrito de Sarkad (húngaro: Sarkadi járás) es un distrito húngaro perteneciente al condado de Békés.
En 2013 tenía 23 228 habitantes. Su capital es Sarkad.

## Municipios
El distrito tiene una ciudad (en negrita) y 10 pueblos.
Ciudad
- Sarkad

Pueblos
- Biharugra
- Geszt
- Körösnagyharsány
- Kötegyán
- Méhkerék
- Mezőgyán
- Okány
- Sarkadkeresztúr
- Újszalonta
- Zsadány